# Tamar Khmiadachvili
Tamar Khmiadachvili est une joueuse d'échecs soviétique puis géorgienne née le 27 novembre 1944 à Tbilissi et morte en 2019. Elle a le titre de grand maître international féminin depuis 1998.

## Biographie et carrière
Championne de Géorgie en 1972, 1975 et 1978, elle a remporté le championnat d'Europe senior en 2010 et cinq fois le championnat du monde senior (en 1998, 1999, 2003, 2010 et 2017)
Sa mort est annoncée le 2 novembre 2019.